# Louis Déprez
Louis Déprez (Lières, 6 de enero de 1921 - Lillers, 27 de julio de 1999) fue un ciclista francés que fue profesional entre 1946 y 1960. Durante su carrera profesional consiguió más de 50 victorias, siendo la más destacada la victoria en la primera edición de los Cuatro días de Dunkerque, el 1955.

## Palmarés
- 1945
  - 1.º en la París-Arras
- 1946
  - 1.º en la Lilla-Maubeuge
  - 1.º en la Tourcoing-Dunkerque-Roubaix
- 1947
  - Vencedor de una etapa del Tour de la Manche
- 1948
  - 1.º en la Tourcoing-Dunkerque-Roubaix
- 1949
  - 1.º en la París-Valenciennes
  - 1.º en el GP lleva Pneumatique
- 1951
  - 1.º en el Tour de la Manche y vencedor de una etapa
  - Vencedor de una etapa de la Vuelta a Marruecos
- 1952
  - 1.º en el Tour de la Manche
  - Vencedor de una etapa de la Vuelta a Marruecos
- 1953
  - Vencedor de una etapa Circuito de las Ardenas
- 1954
  - 1.º en el Circuito de las Ardenas y vencedor de una etapa
  - Vencedor de una etapa del Tour de Champagne
  - Vencedor de 2 etapas del Tour norteño
- 1955
  - 1.º en los Cuatro días de Dunkerque y vencedor de una etapa
  - Vencedor de una etapa del Tour de Picardie
- 1956
  - Vencedor de una etapa de los Cuatro días de Dunkerque
- 1959
  - Vencedor de una etapa Circuito de las Ardenas

## Resultados al Tour de Francia
- 1947. 35.º de la clasificación general
- 1948. Abandona (8ª etapa)
- 1949. 30.º de la clasificación general
- 1950. Abandona (9ª etapa)
- 1951. 37.º de la clasificación general